# پری‌سونوس

نرم‌افزار پری‌سونوس استودیو وان برای محیط کار صوتی دیجیتال

پری‌سونوس (انگلیسی: PreSonus) یک تولیدکنندهٔ تجهیزات صوتی و دیجیتالِ «محیط کار صوتی دیجیتال» است که برای ساخت، ضبط و مسترینگ موسیقی بکار می‌رود.
این شرکت در سال ۱۹۹۵ میلادی توسط یک دانش‌آموختهٔ رشتهٔ مهندسی الکترونیک به نام «جرمایا براون» بنیان نهاده شد.